# Boorara-Nationalpark
Der Boorara-Nationalpark (englisch: Boorara National Park), inoffiziell auch Boorara-Gardner National Park genannt, ist ein aus sechs nicht zusammenhängenden Arealen bestehender Nationalpark südlich von Northcliffe, einer Ortschaft rund 70 Kilometer nordwestlich von Walpole in Western Australia.
Das Gebiet wurde 2004 zum Nationalpark erklärt.
In diesem Park wachsen zahlreiche große Karri- und Marribäume. Ferner wurden dort mehr als 30 Orchideenarten gefunden. Ein Buschfeuer, das sich Ende Februar 2015 ereignete, brannte nicht bis zu den Baumkronen der Eukalypten und schädigte die meisten der Bäume nicht nachhaltig.
In dem Nationalpark befindet sich der sogenannte Boorara Tree, einer der letzten erhalten gebliebenen Feuerwachtürme aus den 1950er Jahren. Der Turm kann nicht betreten werden. Ein Nachbau der ursprüngliche Beobachtungsplattform am Boden kann besichtigt werden.
Der Lane Poole Falls ist ein Wasserfall des Canterbury Rivers im Park mit einer Fallhöhe von etwa zwölf Metern, der insbesondere in der Winterzeit Australiens viel Wasser führt und einen darunterliegenden Pool füllt.